# Adjunta al segundo volumen de don Rogel de Grecia
La Adjunta al segundo volumen de don Rogel de Grecia es un libro de caballerías italiano, obra de Mambrino Roseo. Fue impresa por primera vez en Venecia en 1564 por Michele Tramezzino. Es una continuación de la obra española Rogel de Grecia de Feliciano de Silva, undécimo libro del ciclo de Amadís de Gaula.
El título original de esta obra es Aggiunta al secondo volume di don Rogello di Grecia: che e in ordine quarto libro di don Florisello; tradota nuovamente da gli antichi annali di Trabisonda. Comprende 118 capítulos, que relatan nuevas aventuras de Rogel de Grecia (hijo de Florisel de Niquea), su deudo Brianges de Boecia (hijo de Zair de Trapisonda y Timbria, y primo hermano de Florisel), Florarlán de Tracia (medio hermano de Rogel) y otros caballeros. La acción se intercala entre la del Rogel de Grecia de Silva y la del Silves de la Selva de Pedro de Luján, duodécimo libro del ciclo amadisiano español. 
La obra cuenta cómo Rogel y Brianges llegan a la Ínsula Infeliz, donde ayudan a la reina Calidora en su guerra contra el rey de Salamora. En la Ínsula, además, Rogel tiene amoríos con la sátrapa Eliopea, de los que nace una hija llamada Lidiope, y con la reina Calidora, de los que nace un hijo llamado Dorigel. Después, Rogel ayuda a la reina Altamira de Gaba contra Goliana y sus sobrinos gigantes. Tras otras aventuras, los protagonistas se encaminan a los montes Rifeos, donde se halla encantado el rey de Gaba. Rogel y su medio hermano Florarlán de Tracia derrotan a la Hidra. En los montes Rifeos, Rogel y su amigo Artajerjes de Montibel rescatan al rey, así como a la princesa Persea de Persia y sus hermanas. Persea y Rogel sostienen un amorío, del cual nace una hija llamada Clara Estrella. 
La Adjunta al Rogel alcanzó una popularidad considerable, ya que fue reimpresa en Venecia  en 1584, 1594, 1599, 1606, 1608 y dos veces en 1619.